# Eberhard Karl Martini
Eberhard Karl Martini (* 10. Januar 1790 in Biberach an der Riß; † 26. April 1835 in Paris) war ein deutscher Mediziner.

## Leben
Eberhard Karl Martini wurde in Biberach an der Riß am 10. Januar 1790 als Sohn des Arztes Joseph Xaver Alexius Martini geboren. Seine Brüder Ludwig Sebastian Martini und Ferdinand Candidus Martini wurden später ebenfalls Ärzte. Die Brüder Karl Clemens Martini und Friedrich Martini gründeten ein Industrieunternehmen für Textilveredelung in Augsburg und Karl Anton Martini wurde Maler. Nachdem er von seinem Vater vorgebildet wurde, studierte er an den Universitäten Freiburg und Wien Medizin. Als 1809 ein Krieg ausbrach, setzte man Martini als kaiserlich-königlichen Unterarzt im 3. Dragonerregiment Baron Knesevich ein und er erlebte die Schlacht bei Aspern. Bei der Schlacht wurden Tausende von Soldaten verletzt, und Martinis Einsatz wurde nicht nur öffentlich belobigt, sondern auch mit 100 Gulden belohnt. Durch die Anstrengungen litt er jedoch im folgenden Jahr zunächst unter Nerven-, dann unter Wechselfieber und zog sich zudem noch eine andauernde Gelenkentzündung zu. Darüber hinaus erlitt er im Winter 1812 Erfrierungen, die die Nase, Ohren und Zehen, besonders stark die beiden großen Zehen, betrafen.
1813 tobten wieder kriegerische Auseinandersetzungen und Martini wurde erneut zum Oberarzt und auch zum Chefarzt des kaiserlich-königlichen Armeespitals in Troyes berufen. Während dieser Zeit wurde er jedoch zweimal gefangen genommen und 35 Ober- sowie Unterärzte wurden von Typhus befallen, so auch Martini, der Gedächtnisverlust erlitt und ein weiteres Mal an Nervenfieber erkrankte, sich jedoch wieder erholte. Nachdem der Krieg beendet worden war, promovierte man Martini zum Doktor und er setzte sein unterbrochenes Studium in Wien fort. Dort übernahm er eine Praxis und war besonders durch seine chirurgische Tätigkeit bekannt und wurde anschließend zum kaiserlich-königlichen Regimentsfeldarzt berufen. Zunächst übernahm er diese Stelle in Hohenzollern, dann bei Erzherzog Karl-Ulanen und schließlich für das Kürassierregiment Auersperg.
Im Jahr 1824 schickte man ihn in das Gebiet Moldau, wo er die Pest beobachten sollte. Ohne seine Zustimmung wurde er dann im Folgejahr Leibarzt des Erzherzogs Rudolf von Österreich. Mit dieser Stelle war Martini jedoch nicht zufrieden, weshalb er am 18. März 1828 als Konsulatsarzt nach Bukarest-Jassy geschickt wurde und als Nebenauftrag erhielt, weiter die Ausbreitung der Pest zu beobachten. Ab 1831 spielte er die Rolle des Chefarztes des Militärspitals in Baden, doch schon im Juli ging er in dieser Stelle an ein Hospital für Choleraerkrankte; denn diese Krankheit war kurz zuvor erneut ausgebrochen.
Im Zeitraum vom 14. September bis Anfang Dezember behandelte er dort 302 Militärangehörige, von denen 195, also etwa zwei Drittel, die Krankheit überlebten; dafür war er sowohl tagsüber als auch in der Nacht tätig, obgleich er selbst nicht bei völliger Gesundheit war. Anfang 1835 unternahm er eine Forschungsreise nach Paris, doch verstarb er dort am 26. April des Jahres im Alter von 45 Jahren. Der Tod ist auf eine Herzkrankheit zurückzuführen, die Martini schon seit acht Jahren in sich trug, vermutlich ausgelöst durch die zuvor durchgemachten Strapazen.
Da Martini als Arzt vollkommen ausgelastet war und eines unerwarteten frühen Todes verstarb, hinterließ er, wenn man von Zeitungsartikeln absieht, keine eigenen Werke.